# Joannes Cassianus Pompe
Joannes Cassianus Pompe (Utrecht, 9 settembre 1901 – Sint Pancras, 15 aprile 1945) è stato un patologo olandese, scopritore (nel 1932) della malattia genetica autosomica recessiva conosciuta come glicogenosi di tipo II, spesso definita come "malattia di Pompe" in onore del suo scopritore.
È stato giustiziato dall'esercito tedesco nell'aprile del 1945 per spionaggio.
| Controllo di autorità | VIAF (EN) 286919214 · ISNI (EN) 0000 0003 9278 0296 |